# Проклятието на Чъки
„Проклятието на Чъки“ (на английски: Curse of Chucky) е американски слашър филм на ужасите от 2013 г.
В интервю от август 2008 г. Дейвид Киршнър и Дон Мансини говорят за планиран римейк върху продължение на франчайза Чъки. За феновете, които искат „да видят страшен Чъки отново“ и „повече истински хорър за сметка на хорър комедията“. Потвърдено е, че Брад Дуриф отново ще озвучава Чъки.

## Сюжет
Внимание:  Текстът по-долу разкрива сюжета на произведението (или части от него)!
Двадесет и пет години след първия филм и четири години след петия филм, Чъки е доставен до дома на семейството на Ника и Сара Пиърс, които Чъки убива семейството един по един. Чъки търси отмъщение, тъй като Сара е тази, която се обажда на полицията, когато той все още е с човешко тяло, което води до смъртта му в първия филм. Ника оцелява, но е обвинена за убийствата. Чъки е взет от Тифани, която го доставя на Алис. Той не успява да прехвърли душата си в тялото на Алис, тъй като тогава баба ѝ излиза от мазето. Шест месеца по-късно, Чъки е изпратен до следващата си жертва, който по ирония на съдбата е дългогодишния му враг Анди Баркли.

## Актьорски състав
- Брад Дуриф – Чарлс Лий Рей / Гласът на Чъки
- Фиона Дуриф – Ника Пиърс
- Даниеле Бесути – Барб
- Бренън Елиът – Иън
- Мейтланд Макконъл – Джил
- Шантал Кеснел – Сара Пиърс
- Дженифър Тили – Тифани
- Алекс Винсънт – Анди Баркли